# Teglie
Teglie è una frazione del comune bresciano di Vobarno posta in altura rispetto al centro amministrativo.

## Storia
La località, sede di parrocchia, aggregava a sé una serie di piccoli villaggi montanari della Riviera di Salò di antica origine, alcuni scomparsi. Le prime menzioni della località risalgono al XIII secolo, quando era legata alla corte vescovile di Vobarno e tenuta a una serie di prestazioni specificate nel Registro 7  della Mensa vescovile. Secondo i dati riportati da B. Faino (Coelum Sanctae Brixianae Ecclesiae, 1658) a metà Seicento la parrocchia contava 165 anime. Fondata su un'economia essenzialmente agro-silvo-pastorale, la piccola comunità ha attraversato tutte le vicende della bassa valle del Chiese, venendo aggregata durante la dominazione veneta nella Quadra di montagna della Magnifica Patria di Salò, di cui fu ultimo sindaco proprio Marcantonio Turrini di Teglie, fucilato dai francesi in seguito alla parte avuta nell'insorgenza del 1797.
In età napoleonica la struttura amministrativa della vallata evolse in un comune moderno, comprendente anche la località di Moglia. Con un'ulteriore semplificazione, un decreto del 1805 unì tutta la zona nel municipio di Vobarno.